# Launched
Launched ist das zweite Studioalbum der Beatsteaks. Es erschien 1999 bei Epitaph Records.

## Entstehung des Albumtitels
Der Titel Launched ist eine Idee des Produzenten Uwe Sabirowsky. Peter Baumann dazu: „Erst einmal klingt es cool. Der Name stammt eigentlich von unserem Produzenten, weil wir uns nie Gedanken gemacht haben, wie das Ding eigentlich heißen soll. […] ‚Launched‘ hört sich schön an, sieht geschrieben schön aus und stimmt vom Sinn her mit unseren Hoffnungen überein.“

## Musiktitel
Der auf der CD enthaltene Song Kings of Metal ist ein Cover der US-amerikanischen Heavy-Metal-Band Manowar. Peter Baumann  erklärt die Entstehung des Covers so: „Das ist aus einer Flachserei im Proberaum entstanden. Unser Sänger Arnim fand den Text einfach brillant. […] Statt einen Popsong mit harten Gitarren zu covern, machen wir es halt anders rum.“
Es ist das erste Album der Beatsteaks beim Label Epitaph Records. Eine zweite Auflage der LP erschien 2008 und enthält einen Download-Code für die MP3-Version des Albums. Außerdem ist es das erste Album der Beatsteaks mit Thomas Götz am Schlagzeug und das letzte mit Alexander Rosswaag am Bass.
Der Hidden Track, der im Anschluss auf Schluss mit Rock’n’Roll zu hören ist, ist ein Zusammenschnitt verschiedener Aufnahmen aus dem Proberaum der Beatsteaks.

## Titelliste
1. Panic – 2:39
2. We Have to Figure It Out Tonight – 1:37
3. Shut Up Stand Up – 2:45
4. Shiny Shoes – 3:01
5. 2 O’Clock – 2:59
6. Happy Now? – 3:52
7. Mietzi’s Song – 2:45
8. Excited – 1:25
9. …and Wait – 3:47
10. Filter – 2:22
11. Fake – 3:15
12. Go – 2:10
13. Kings of Metal – 4:36
14. Schluss mit Rock’n’Roll  (+ Hidden Track) – 12:51